# La Bruja, La Niña El Dragón
La Bruja, La Niña y El Dragón Tour es la cuarta gira de conciertos de la cantante y bailarina granadina Lola Índigo. La cantante se embarca en su primera gira de estadios en una gira que recopila toda su discografia.

## Antecedentes
El 2 de diciembre de 2024, tras la cancelación en septiembre de todos los conciertos programados en el Estadio Santiago Bernabéu por quejas vecinales, la cantante anunció la nueva fecha para el gran show y sumó dos estadios más bajo el nombre de "La Bruja, La Niña y El Dragón" en el Estadio de La Cartuja en Sevilla y en el RCDE Stadium en Barcelona para el verano de 2025. Se ofrecerán así, tres conciertos únicos en España en el 2025 con un escenario gigante creado para la ocasión en el que la cantante repasará temas de sus tres eras musicales. Lola Índigo se convierte así en la primera artista femenina española en anunciar una gira íntegramente por estadios en el país.

## Repertorio
El repertorio oficial de la gira se dará a conocer en el primer concierto en el Riyadh Air Metropolitano de Madrid el 14 de junio de 2025.
1. Ya no quiero na

## Controversias
El 2 de diciembre de 2024, anunció su gira por estadios "La Bruja, La Niña y El Dragón", donde recorrerá 3 estadios españoles en 3 fechas durante el 2025: 14 de junio en el Santiago Bernabeu, 21 de junio en La Cartuja (aforo limitado máx 30.000 personas) y el 12 de julio en el RDCE Stadium.
Ese mismo día, ahoras después de anunciar los conciertos, el Real Madrid sacó un comunicado desmintiendo la confirmación oficial del concierto de la artista en el Bernabeu, dando a entender que hasta que no se acaben las obras de insonorización, no se realizará ningún concierto. Aparte, el club, se encuentra actualmente en una situación judicial con los vecinos de la zona, lo que provoca que no se puedan confirmar nuevos conciertos en dicho estadio hasta nuevo aviso. Debido a que el primer concierto confirmado para 2025 era el de la artista española Aitana, al adelantarse a ella la granadina, el club vio tocados sus plazos de obra.
Por otro lado, el 8 de diciembre de 2024, el RCD Espanyol sacó un cominucado negando tener las autorizaciones para realizar el concierto que iba a dar la artista en Barcelona, así que hasta que el club no tenga la documentación realizada, el concierto no se podrá realizar.
El 6 de marzo de 2025, Lola Índigo notifica el cambio definitivo de recinto para su concierto en Madrid. La artista mantiene la fecha del concierto (14 de junio) y lo traslada al Estadio Metropolitano.
Posteriormente y aún teniendo anteriormente la autorización del Ayuntamiento de Cornellá, se anuncia a fecha de 24 de abril la cancelación del concierto de la artista en el RCDE Stadium. El equipo de la artista argumenta que no se les informó del acuerdo para la celebración como máximo de un evento no deportivo máximo al mes. Igualmente, la artista ha trasladado a través de redes sociales que su equipo está buscando alternativas para que el evento se pueda celebrar en otro recinto manteniendo la fecha.

## Fechas
| Fecha               | Ciudad    | País   | Recinto                       | Asistencia | Ref.  |
| ------------------- | --------- | ------ | ----------------------------- | ---------- | ----- |
| 14 de junio de 2025 | Madrid    | España | Riyadh Air Metropolitano      | 65 000     | [ 8 ] |
| 21 de junio de 2025 | Sevilla   | España | Estadio de La Cartuja         | 35 000     | [ 9 ] |
| 10 de julio de 2025 | Barcelona | España | Estadi Olímpic Lluís Companys | 30 000     | [ 9 ] |

## Conciertos no celebrados
| Fecha               | Ciudad    | País                      | Lugar | Nota                                           | Motivo                                                          | Estado |
| ------------------- | --------- | ------------------------- | ----- | ---------------------------------------------- | --------------------------------------------------------------- | ------ |
| 22 de marzo de 2025 | Madrid    | Estadio Santiago Bernabéu |       | Reformas por insonorización y quejas vecinales | Reubicado el 14 de junio en el Estadio Riyadh Air Metropolitano |        |
| 12 de julio de 2025 | Barcelona | RCDE Stadium              | -     | Falta de acuerdo con el ayuntamiento           | Reubicado el 10 de julio en el Estadi Olímpic Lluís Companys    |        |